# Rio Mucuta
Rio Mucuta är ett vattendrag i Brasilien. Det ligger i delstaten Pará, i den nordöstra delen av landet, 1 600 km norr om huvudstaden Brasília. Rio Mucuta ligger på ön Ilha de Marajó.
I omgivningarna runt Rio Mucuta växer i huvudsak städsegrön lövskog. Runt Rio Mucuta är det mycket glesbefolkat, med 3 invånare per kvadratkilometer.